# Военный фотограф
«Военный фотограф» (англ. War Photographer) — документальный фильм швейцарского режиссёра Кристиана Фрая, снятый в 2001 году.
В главной роли — Джеймс Нахтвей. Нахтвей является не только главным героем, но и оператором миникамеры, которая прикреплена к его фотоаппарату, и создаёт эффект присутствия на съёмке. Фильм был номинирован на Оскар и выиграл 6 других наград.